# Cecropia pastasana
Cecropia pastasana är en nässelväxtart som beskrevs av Friedrich Ludwig Diels. Cecropia pastasana ingår i släktet Cecropia och familjen nässelväxter. Inga underarter finns listade i Catalogue of Life.